# لیلیوم ۱۰۹۲
سیارک ۱۰۹۲ (به انگلیسی: 1092 Lilium، نامگذاری:1924PN) هزار و نود و دومین سیارک کشف شده‌است که در ۱۲ ژانویه ۱۹۲۴ و در هایدلبرگ کشف شد.
قدر مطلق سیارک برابر ۱۰٫۸۲ است.